# Bisbat de Rímini
El bisbat de Rímini (italià: diocesi di Rimini; llatí: Dioecesis Ariminensis) és una seu de l'Església catòlica, sufragània de l'arquebisbat de Ravenna-Cervia, que pertany a la regió eclesiàstica Emília-Romanya. El 2010 tenia 318.876 batejats d'un total 346.604 habitants. Actualment està regida pel bisbe Francesco Lambiasi.

## Territori

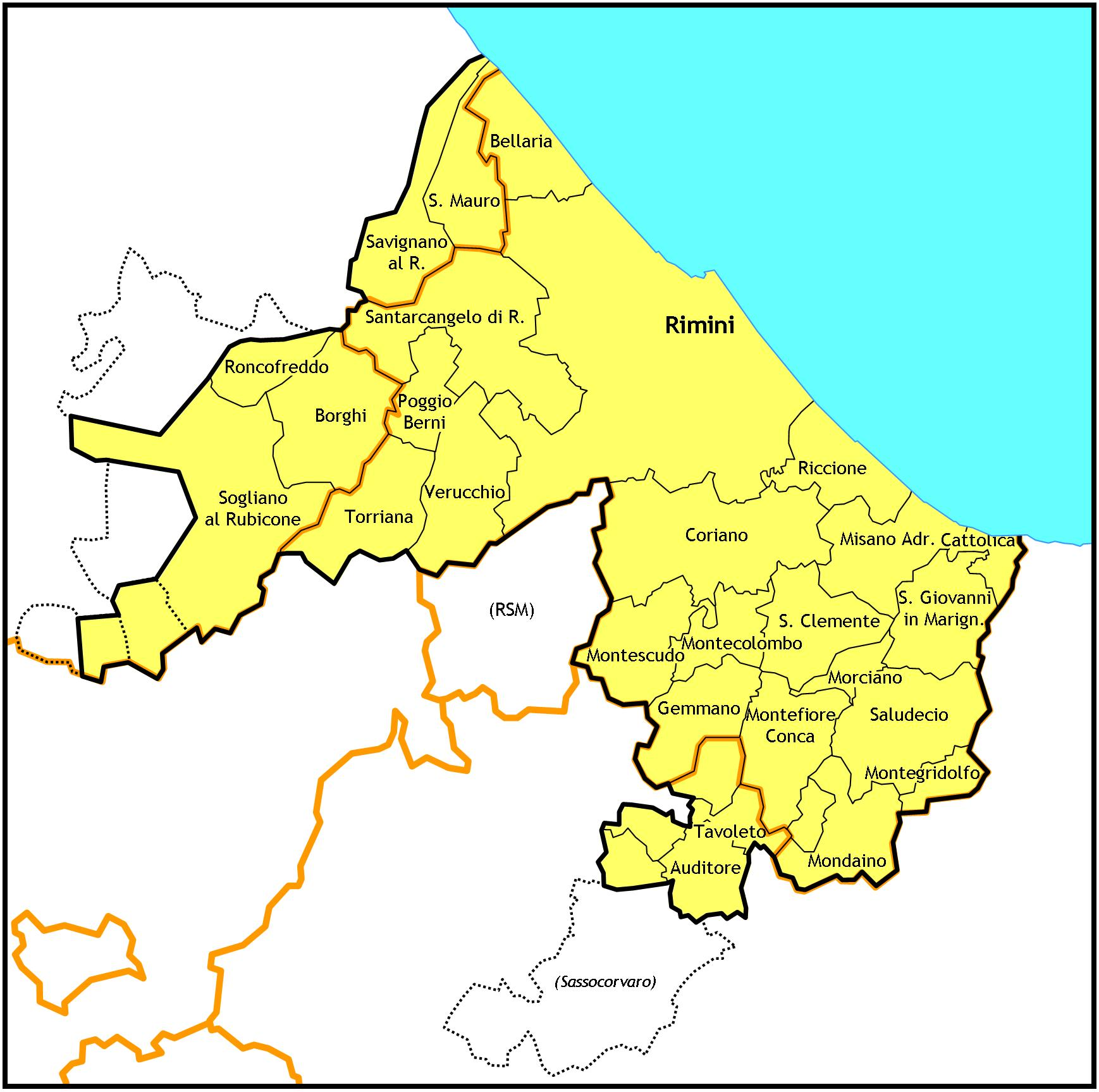
Mapa de la diòcesi de Rimini

La diòcesi comprèn 28 municipis (dels quals 20 es troben a la província de Rimini, 5 a la de Forlì-Cesena i 3 a la de Pesaro i Urbino), a les regions de l'Emília-Romanya i les Marques.
La seu episcopal és la ciutat de Rímini, on es troba la catedral de Santa Colomba.
El territori diocesà s'estén sobre 781 km², i està dividit en 115 parròquies, agrupades en 7 vicariats:
- Vicariato urbano,
- Valmarecchia,
- Litorale nord,
- Litorale sud,
- Savignano-Santarcangelo,
- Coriano e Morciano di Romagna.

## Història
Tradicionalment s'atribueix la fundació de la diòcesi de Rímini al segle iii i es considera com el primer bisbe a sant Gaudenci. El primer bisbe històricament documentat és Stemnio, que va participar en el Sínode Romà del 313. En 359 Rímini va organitzar un concili de l'episcopat d'Occident que va discutir l'espinós tema de l'arrianisme.
La diòcesi va ser sempre immediatament subjecta a la Santa Seu fins al 1604, quan es va convertir en part de la província eclesiàstica de l'arxidiòcesi de Ravenna.
El bisbe Giulio Parisani va ser responsable de la creació del seminari diocesà, inaugurat el 18 de març de 1568, que va ser reconstruït per Ludovico Valenti al segle xviii.
El 1777] Rímini va cedir nou parròquies a la diòcesi de Cesena.
En 1809 el Tempio Malatestiano es va convertir en la nova llar de la catedral de Santa Colomba.
En 1977 va cedir quatre parròquies a la diòcesi de San Marino-Montefeltro i va ser des del mateix territori diòcesi al municipi de Sogliano.
Dues personalitats de l'Església han nascut a la diòcesi de Rímini: Giovanni Vincenzo Ganganelli, que es va convertir en Papa amb el nom de Climent XIV, i Giuseppe Garampi, a qui devem l'estructura moderna de l'Arxiu Secret Vaticà.
El 29 d'agost de 1982 la diòcesi rebé la visita pastoral del Papa Joan Pau II.

## Cronologia episcopal
- Sant Gaudenci †
- Stemnio † (citat el 313)
- Eutichio † (meitat del segle iv)
- Giovanni I † (inicis de 496 - finals de 501)
- Stefano I † (inicis de 551 - finals de 553)
- Castorio † (inicis de 592 - 599 renuncià)
- Giovanni III † (599 - finals de 603)
- Paolo † (citat el 679)
- Agnello † (citat el 743)
- Tiberio † (citat el 769)
- Stefano II † (citat el 826)
- Giovanni IV † (citat el 861)
- Delto † (inicis de 876 - finals de 885)
- Sergio † (905 - 950)[1]
- Giovanni V † (inicis de 967 - finals de 968)
- Uberto I † (citat el 996)
- Giovanni VI † (citat el 998)
- Uberto II † (inicis de 1005 - finals de 1015)
- Monaldo † (inicis de 1024 - finals de 1041)
- Uberto III † (inicis de 1053 - finals de 1065)
- Opizone † (inicis de 1069 - finals de 1102)
- Ranieri † (inicis de 1122 - 1158 mort)
- Alberico † (1158 - vers 1177 mort)
- Zuzolino † (1177 - 1184)
- Ruffino † (1185 - 1193)
- Ugo † (aproximadament a l'octubre de 1193 - 1203 mort)
- Bonaventura Trissino † (inicis de d'abril de 1204 - 1230 renuncià)
- Benno † (prima di de juny de 1230 - 1242)
- Gualtiero † (citat el 1243)
- Ranerio † (citat el 1244)
- Ugolino † (1245 - 1249 mort)
  - Ottaviano degli Ubaldini † (1249 - 1250) (administrador apostòlic)
- Algisio da Rosciate, O.P. † (1250 - 11 de febrer de 1251 nomenat bisbe de Bèrgam)
- Giacomo † (1251 - 1261)
- Ugo † (1262 - 1264 mort)
- Ambrogio, O.P. † (5 d'octubre de 1265 - 1277 mort)
- Guido da Caminate † (1278 - 1300 mort)
- Lorenzo Ballocchi, O.P. † (1300 - 1303 mort)
- Federico Ballocchi † (30 d'agost de 1303 - 1321 mort)
- Francesco Silvestri † (25 de maig de 1321 - 15 de març de 1323 nomenat bisbe de Florència)
- Girolamo Physicus, O.P. † (15 de març de 1323 - de març de 1328 mort)
- Federico † (21 d'octubre de 1328 - 1329 mort)
- Guido de Baisio † (11 d'octubre de 1329 - 29 de febrer de 1332 nomenat bisbe de Ferrara)
- Alidosio Alidosi † (29 de febrer de 1332 - 1353 mort)
- Andrea O.E.S.A. † (30 d'octubre de 1353 - 1362 mort)
- Angelo Toris † (19 de desembre de 1362 - de juny de 1366 mort)
- Geraldo Gualdi † (6 d'abril de 1366 - 1366 mort)
- Berardo Bonneval (it. Bonavalle) † (13 de novembre de 1366 - 10 de febrer de 1371 nomenat bisbe de Spoleto)
  - Ugolino Malabranca, O.E.S.A. † (10 de febrer de 1371 - 1373 mort) (administrador apostòlic)
- Leale Malatesta † (10 de gener de 1374 - de setembre de 1400 mort)
- Bartolomeo Barbati † (22 de setembre de 1400 - vers d'abril de 1407 mort)
- Bandello Bandelli † (14 de maig de 1407 - d'octubre de 1416 mort)
- Girolamo Leonardi, O.E.S.A. † (10 de gener de 1418 - vers de setembre de 1435 mort)
  - Antonio Correr, C.R.S.G.A. † (10 d'octubre de 1435 - 21 de novembre de 1435 renuncià) (administrador apostòlic)
- Cristoforo di San Marcello † (21 de novembre de 1435 - 18 de setembre de 1444 nomenat arquebisbe de Siena)
- Bartolomeo Malatesti † (9 de juny de 1445 - 5 de juny de 1448 mort)
- Jacopo Vagnucci † (10 de juny de 1448 - 27 d'octubre de 1449 nomenat bisbe de Perusa)
- Lodovico Grassi † (27 d'octubre de 1449 - de juny de 1450 mort)
- Egidio da Carpi † (1 de juliol de 1450 - 1472 renuncià)
- Bartolomeo Coccapani † (4 de maig de 1472 - d'agost de 1485 mort)
- Giovanni VII † (16 de setembre de 1485 - 25 d'agost de 1488 mort)
- Giacomo Passarelli † (17 de setembre de 1488 - de setembre de 1495 mort)
  - Oliviero Carafa † (31 d'octubre de 1495 - 13 de setembre de 1497 renuncià) (administrador apostòlic)
- Gianvincenzo Carafa † (13 de setembre de 1497 - 31 de maig de 1505 nomenat arquebisbe de Nàpols)
- Simone Bonadies † (10 de febrer de 1511 - 18 de gener de 1518 mort)
- Fabio Cerri del Anguillara † (24 de gener de 1518 - de març de 1528 mort)
  - Franciotto Orsini † (23 de març de 1528 - 7 d'abril de 1529) (administrador apostòlic)
  - Antonio Maria Ciocchi del Monte † (7 d'abril de 1529 - 24 de maig de 1529 renuncià) (administrador apostòlic)
- Ascanio Parisani † (24 de maig de 1529 - 3 d'abril de 1549 mort)
- Giulio Parisani † (3 d'octubre de 1550 - 21 de març de 1574 mort)
- Giovanni Battista Castelli † (29 de març de 1574 - 22 d'agost de 1583 mort)
- Vincenzo Torfanini † (28 de novembre de 1584 - 13 de febrer de 1591 mort)
- Giulio Cesare Salicini † (5 d'abril de 1591 - 11 d'octubre de 1606 mort)
- Berlingerio Gessi † (13 de novembre de 1606 - 20 de novembre de 1619 renuncià)
- Cipriano Pavoni, O.S.B. † (20 de novembre de 1619 - de març de 1627 mort)
- Angelo Cesi † (19 de juliol de 1627 - 20 de setembre de 1646 mort)
- Federico Sforza † (19 de novembre de 1646 - 26 de juny de 1656 renuncià)
- Tommaso Carpegna, C.R. † (26 de juny de 1656 - de setembre de 1657 mort)
- Marco Galli † (13 de juny de 1659 - 24 de juliol de 1683 mort)
  - Sede vacante (1683-1687)
- Domenico Maria Corsi † (7 de juliol de 1687 - 6 de novembre de 1697 mort)
- Gianantonio Davia † (10 de març de 1698 - 7 de desembre de 1726 renuncià)
- Renato Massa † (16 de desembre de 1726 - 13 de juliol de 1744 mort)[2]
- Alessandro Giuccioli † (21 de juny de 1745 - 13 de maig de 1752 mort)
- Marco Antonio Zollio † (25 de setembre de 1752 - 26 de juliol de 1757 mort)
- Giovan Battista Stella † (19 de desembre de 1757 - 17 de desembre de 1758 mort)
- Ludovico Valenti † (24 de setembre de 1759 - 18 d'octubre de 1763 mort)
- Francesco Castellini † (19 de desembre de 1763 - 11 de maig de 1777 mort)
- Andrea Antonio Silverio Minucci † (15 de desembre de 1777 - 20 de setembre de 1779 nomenat arquebisbe de Fermo)
- Vincenzo Ferretti † (20 de setembre de 1779 - 18 de juny de 1806 mort)
- Gualfardo Ridolfi † (18 de setembre de 1807 - 9 de setembre de 1818 mort)
- Giovanni Francesco Guerrieri † (27 de setembre de 1819 - 12 de gener de 1822 renuncià)
- Ottavio Zollio † (24 de maig de 1824 - 2 d'abril de 1832 mort)
- Francesco Gentilini † (15 d'abril de 1833 - 18 de desembre de 1844 renuncià)
- Salvatore Leziroli † (20 de gener de 1845 - 1 d'octubre de 1860 mort)
  - Sede vacante (1860-1863)
- Luigi Clementi † (21 de desembre de 1863 - 30 de gener de 1869 mort)
  - Sede vacante (1869-1871)
- Luigi Paggi † (27 d'octubre de 1871 - 29 de setembre de 1876 renuncià)
- Luigi Raffaele Zampetti † (29 de setembre de 1876 - 23 de novembre de 1878 mort)
- Francesco Battaglini † (28 de febrer de 1879 - 3 de juliol de 1882 nomenat arquebisbe de Bolonya)
- Alessandro Chiaruzzi † (3 de juliol de 1882 - 4 de gener de 1891 mort)
- Domenico Fegatelli † (1 de juny de 1891 - 17 de desembre de 1900 renuncià)
- Vincenzo Scozzoli † (17 de desembre de 1900 - 9 de febrer de 1944 mort)
- Luigi Santa, I.M.C. † (17 de juliol de 1945 - 18 de maig de 1953 mort)
- Emilio Biancheri † (7 de setembre de 1953 - 17 de desembre de 1976 renuncià)
- Giovanni Locatelli † (22 de febrer de 1977 - 12 de novembre de 1988 nomenat bisbe de Vigevano)
- Mariano De Nicolò (8 de juliol de 1989 - 3 de juliol de 2007 ritirato)
- Francesco Lambiasi, des del 3 de juliol de 2007

## Sants de l'església de Rímini
A més de sant Gaudenci, primer bisbe i sant patró de la diòcesi, que se celebra el 14 d'octubre, l'església de Rímini celebra altres sants:
- Sant Aldebrand, bisbe, commemorat l'11 de maig
- San Giuliano, màrtir, commemorat el 22 de juny
- Santa Innocenza, verge i màrtir, commemorat el 17 de setembre
- Santa Paola, commemorada el 4 de novembre
- Santa Coloma de Sens verge i màrtir, titular de l'església catedral, commemorada el 29 de desembre

## Estadístiques
A finals del 2010, la diòcesi tenia 318.876 batejats sobre una població de 346.604 persones, equivalent 92,0% del total.
| any  | població | població | població | sacerdots | sacerdots       | sacerdots       | sacerdots             | diaques | religiosos | religiosos | parroquies |
| ---- | -------- | -------- | -------- | --------- | --------------- | --------------- | --------------------- | ------- | ---------- | ---------- | ---------- |
| any  | batejats | total    | %        | total     | clergat secular | clergat regular | batejats por sacerdot | diaques | homes      | dones      |            |
| 1950 | 185.050  | 185.100  | 100,0    | 271       | 225             | 46              | 682                   |         | 67         | 441        | 145        |
| 1969 | ?        | 255.106  | 0,0      | 281       | 221             | 60              | ?                     |         | 73         | 787        | 139        |
| 1980 | 274.562  | 275.630  | 99,6     | 292       | 219             | 73              | 940                   |         | 83         | 660        | 173        |
| 1990 | 285.000  | 286.500  | 99,5     | 257       | 207             | 50              | 1.108                 | 6       | 59         | 539        | 138        |
| 1999 | 286.559  | 301.641  | 95,0     | 241       | 201             | 40              | 1.189                 | 9       | 54         | 515        | 123        |
| 2000 | 289.934  | 305.193  | 95,0     | 241       | 201             | 40              | 1.203                 | 9       | 53         | 515        | 123        |
| 2001 | 293.292  | 308.728  | 95,0     | 240       | 195             | 45              | 1.222                 | 11      | 59         | 494        | 123        |
| 2002 | 295.846  | 311.416  | 95,0     | 238       | 188             | 50              | 1.243                 | 11      | 64         | 495        | 123        |
| 2003 | 299.508  | 315.272  | 95,0     | 234       | 186             | 48              | 1.279                 | 14      | 62         | 493        | 123        |
| 2004 | 303.365  | 319.332  | 95,0     | 232       | 184             | 48              | 1.307                 | 15      | 62         | 503        | 123        |
| 2010 | 318.876  | 346.604  | 92,0     | 218       | 175             | 43              | 1.462                 | 30      | 61         | 444        | 115        |